# Bobby Pickett
Bobby „Boris“ Pickett (* 11. Februar 1938 als Robert George Pickett in Somerville, Massachusetts; † 25. April 2007 in Los Angeles) war ein US-amerikanischer Sänger und Schauspieler, der durch seinen Hit Monster Mash weltbekannt wurde.

## Biographie
Nachdem Bobby Pickett drei Jahre lang als Soldat in Korea gedient hatte, ging er nach Hollywood und arbeitete dort als Komiker. Er spielte in einigen Filmen und Fernsehserien mit, bevor er sich der Band The Cordials anschloss.
Gemeinsam mit Leonard Capizzi, dem Kopf der Band, schrieb er 1962 das Lied Monster Mash und veröffentlichte es unter dem Namen Bobby Boris Pickett & the Crypt Kickers. Es wurde ein Millionenseller (USA Platz 1). Pickett interpretierte den Song im Stile der Horrorfilm-Stars Boris Karloff und Bela Lugosi. Von diesen beiden war er Fan, seit er als Kind im Kino seines Vaters ihre Filme geradezu verschlungen hatte. Produziert wurde das Stück von Gary Paxton, dem Sänger der Hollywood Argyles. Paxton war es auch, der den Namen Bobby „Boris“ Pickett & the Crypt Kickers erfand und auf das Plattencover klebte.
Ebenfalls im Jahr 1962 erschien die Nachfolgesingle Monster’s Holiday als Weihnachtslied, wurde aber nur ein kleiner Hit.
1973 wurde Monster Mash erneut veröffentlicht und erreichte wiederum vordere Hitparadenplätze in den USA, aber auch in Großbritannien, wo sich die BBC 1962 noch geweigert hatte, den Titel zu spielen. Nach der Veröffentlichung suchte man Bobby. Angeblich fand man ihn als Taxifahrer in New York.
2005 meldete sich Bobby „Boris“ Pickett zurück und protestierte singend gegen die globale Erwärmung mit dem Song Climate Mash – wiederum einer neuen Version seines einzigen Erfolgstitels.
Er starb 69-jährig nach Komplikationen durch eine Leukämieerkrankung in einem Krankenhaus in West Los Angeles.

## Trivia
- Strittig ist, ob der Song Monster Mash als Geburtsstunde des Schockrocks – also horrorbezogene Songs und Bühnenshows, bekannteste Vertreter hiervon sicherlich Alice Cooper, Screaming Lord Sutch oder Screamin’ Jay Hawkins, später auch Marilyn Manson – oder des Horrorpunk gesehen werden kann. Stilistische Überschneidungen existieren fraglos.
- Hinzu kommt, dass eine ganze Reihe von Horrorpunk- und Deathrock-Projekten dieses Stück coverten, u. a. von Misfits (1999), Bonzo Dog Doo-Dah Band und Bad Manners. Sowohl die diversen Coverversionen (eine weitere ist im Abspann des Films Toll treiben es die wilden Zombies, 1987, zu hören) als auch das 1962er Original erfreuen sich großer Beliebtheit.
- Eine deutsche Version des Liedes befindet sich auf dem Album Wahnsinn von Frank Zander aus dem Jahr 1975.
- Einige Zeilen des Songs wurden von der kanadischen Rockband Rush in dem Lied Limbo auf dem Album Test for Echo (1996) verwendet.
- Monster Mash wurde auch von den Beach Boys für ein frühes Livealbum gecovert. In dieser Version wurde die Textzeile „The Crypt Kicker Five“ abgeändert in „The Beach Boy Five“.
- In der Folge Ralph liebt Lisa (engl. I Love Lisa) der Simpsons wird das Lied am Anfang und am Ende der Folge gespielt – unpassenderweise, da es sich um eine Valentinstags-Folge handelt, das Lied jedoch eher einen Halloween-Bezug hat.
- In der alternativen TV-Superhelden-Story Wild Cards wurde Pickett als Zombie namens „Crypt Kicker“ dargestellt.
- Pickett nahm eine Parodie auf Star Trek unter dem Namen Star Drek für die Radiosendung von Dr. Demento auf und imitierte dabei die verschiedenen Stimmen.
- Alle Platten von Pickett erschienen auf dem Label London Records.
- 2021 veröffentlichte die Gruppe Disco Pirates einen Remix.